# Vienna (Misuri)
Vienna es una ciudad ubicada en el condado de Maries en el estado estadounidense de Misuri. En el Censo de 2010 tenía una población de 610 habitantes y una densidad poblacional de 221,36 personas por km².

## Geografía
Vienna se encuentra ubicada en las coordenadas 38°11′16″N 91°57′2″O / 38.18778, -91.95056. Según la Oficina del Censo de los Estados Unidos, Vienna tiene una superficie total de 2.76 km², de la cual 2.75 km² corresponden a tierra firme y (0.09%) 0 km² es agua.

## Demografía
Según el censo de 2010, había 610 personas residiendo en Vienna. La densidad de población era de 221,36 hab./km². De los 610 habitantes, Vienna estaba compuesto por el 98.36% blancos, el 0.16% eran afroamericanos, el 0.66% eran amerindios, el 0% eran asiáticos, el 0% eran isleños del Pacífico, el 0% eran de otras razas y el 0.82% pertenecían a dos o más razas. Del total de la población el 0.49% eran hispanos o latinos de cualquier raza.